# シーズ・マドンナ
「シーズ・マドンナ」(She's Madonna)は、ロビー・ウィリアムズとペット・ショップ・ボーイズの楽曲。

## 概要
- 本曲はウィリアムズの7枚目のスタジオ・アルバム『ルードボックス』からの3枚目のシングルとして発売された。
- ペット・ショップ・ボーイズがプロデュースを務めた。
- ミュージック・ビデオはヨハン・レンクが監督を務めた、ビデオの中でウィリアムズはドラァグクイーンに扮している。

## 収録曲
CDシングル
1. She's Madonna - 4:20
2. Never Touch That Switch (Switch Remix) - 5:09